# 罗店镇 (金华市)
罗店镇是浙江省金华市婺城区下辖的一个镇，位于金华市区北部，北靠兰溪市，是著名的花卉之乡，境内有国家级风景名胜区金华双龙洞。全镇总面积72平方公里，人口1.82万人口。。
罗店镇辖境于1959年始设双龙人民公社罗店管理区，1979年改为罗店人民公社。1983年撤消人民公社，改设罗店乡。1986年改设罗店镇。1992年，原双龙乡并入，仍称罗店镇。

## 辖区
该镇辖有：
罗店村、前店村、双林村、大舍塘村、林田村、罗大门村、三甲山村、西吴村、后溪河村、上张家村、溪塍村、后园村、童仙村、麻车村、石墙脚村、前庄头村、推包井村、六头塔村、倪西店村、十里铺村、大岭村、羊甲山村、白望山村、西旺村、梅村、建新村、九龙村、玲珑岩村、盘前村、弹子下村、里宅村、洞前村、鹿田村、放生塘村、山下曹村、鹿村、对岳村和长岭村。

## 图片
- 罗店镇政府
- 双龙洞
- 鹿田水库
- 盘前村